# 永濑充
永濑充（日语：／ Nagase Mitsuru，1976年1月23日—），日本男子残疾人冰球运动员。他曾代表日本参加1998年、2002年、2006年和2010年冬季残疾人奥林匹克运动会冰球比赛，其中2010年冬季残奥会获得一枚银牌。